# Йосиф Маринович
Йосиф Маринович (Фурла) (3.03.1883-31.12.1957, Стебник) — священник УГКЦ, активний український громадський і суспільно-політичний діяч на Перемищині. Ініціатор розбудови відпустового місця Кальварія Пацлавська. Після Львівського псевдособору 1946 р. приєднався до Російської Православної Церкви. Був дрогобицьким благочинним, секретарем Єпархіального управління Дрогобицької єпархії РПЦ.
Дідусь громадського діяча Мирослава Мариновича.

## Біографічні відомості
Народився у с. Новосільці-Гневош Сяноцького повіту у родині Андрія і Марії (з роду Менцінських). Навчався в гімназії в Сяноку (1895—1903), у Львівській (1904—1906) та Перемиській (1907) духовних семінаріях. 1.09.1907 отримав дияконські, а 8.09.1907 р. священичі свячення з рук тогочасного єпископа Константина (Чеховича) у Перемиській єпархії. Двічі заарештовувався польською владою (1919—1920 та 1922). У 1945 р. заарештований радянською владою і після 4-ох місяців ув'язнення приєднався до Ініціативної групи з ліквідації УГКЦ. 22 лютого 1946 р. за поданням Ініціативної групи у складі делегації з десяти інших священиків (Є. Юрик, Т. Марко, І. Крук, В. Дрелих, М. Крутяк, К. Добрянський, Р. Дорик, Ю. Ванчицький, М. Павлосюк) у Києві приєднався до РПЦ. Учасник Львівського псевдособору 8-10 березня 1946 р., де виступив із доповіддю. Ставши православним священиком, не припиняв зв'язків з українським підпіллям[джерело?].
У 1947 р. був примусово виселений з Війська радянською владою та переїхав до м. Стебника. У 1954 р. завершив тут будівництво церкви Різдва Пресвятої Богородиці, яке було започатковане ще попереднім парохом о. Петром Мекелитою, який загинув у катівнях НКВД[виправити стиль]. Був дрогобицьким благочинним, секретарем Єпархіального управління Дрогобицької єпархії РПЦ. Нагороджений митрою. Помер у м. Стебнику, де й похований.[джерело?]

### Душпастирська діяльність
Перед І світовою війною спочатку душпастирював в м. Сокалі (сотрудник, 1907—1910), с. Військо (завідатель, 1910—1911), с. Любеля (завідатель та парох, 1911—1921), а згодом понад 25 р. — знову в с. Військо, що поблизу давнього відпустового місця «Пацлавська Кальварія» (Добромильщина) . З 1947р. до самої смерти — парох у Стебнику.

### Громадська діяльність
17 серпня 1913 р. один з ініціаторів створення в Жовківському повіті гуртка «Сільського господаря».
У Війську заснував читальню «Просвіти», кооператив «Сільський господар», дитячий садок, жіночі курси з куховарства, воєнно-спортивні товариства.

## Відзнаки
25 вересня 1931 р. наділений крилошанськими відзнаками.

## Публікації
- Маринович Й. Коротка історія церкви в Сокалі. Жовква.1910.

- Дороцький М., Маринович Й. Пацлавська кальварія. Третє доп. видання. Перемишль, Накладом видавництва «Криниця», 1938. 112 с.

- Пацлавська Кальварія. Перемишль: Наклад т-ва «Перемиська єпархіальна поміч», 1924. 95 с